# Emma a Franței
Emma a Franței (n. 894 – d. 2 noiembrie 934) a fost fiica lui Robert I al Franței și a soției sale, Aelis. În 921 ea s-a căsătorit cu Ducele Raoul de Burgundia care a fost încoronat rege la 13 iulie 923, la Saint-Médard de Soissons. A fost activă din punct de vedere politic și un lider militar. A avut un fiu care a murit de mic. 
Emma a murit în 934, după ce și-a ajutat soțul să oprească revoltele a câtorva vasali. 
| Predecesor: Béatrice de Vermandois | Regină a Franciei de Vest 923–934 | Succesor: Gerberga de Saxonia |